# 一般化費用
一般化費用 (いっぱんかひよう、英: generally cost) とは、鉄道などの交通機関における、貨幣的費用である運賃に加え、所要時間などの非貨幣的費用を含めた値のこと。
一般化費用が少ないほど、交通機関の需要が高まるという重要な考え方である。

## 計算方法

### 時間価値を考えた式
一般化費用についての式は、運賃 {\displaystyle C}、所要時間 {\displaystyle T}、時間価値 {\displaystyle \omega } の3要素からなり、一般化費用 {\displaystyle G} に対して次の式で表される。
{\displaystyle G=C+\omega T}
ここでいう時間価値とは、時間を費用に換算するパラメータであり、単位は [¥/min] である。時間価値は所得、利用目的などの個人属性によって違い、例えば長距離利用者は通勤通学利用者よりも時間価値が高い傾向にある。またこの式から、一般化費用は運賃に加えて、時間についての感覚的な費用を含めた値であることがわかる。

### モーダルチョイス理論
同一区間を利用するも、普通列車または有料特急のいずれかを利用するように、利用方法が複数ある場合がある。普通列車の運賃、所要時間をそれぞれ {\displaystyle C_{1},T_{1}} として、有料特急の場合 {\displaystyle C_{2},T_{2}} とすると、一般的に次の式が成り立つ。これを式1とする。
{\displaystyle {\begin{cases}G_{1}=C_{1}+\omega T_{1}\\G_{2}=C_{2}+\omega T_{2}\end{cases}}\quad (C_{1}<C_{2},\ T_{1}>T_{2})}
{\displaystyle C_{1}<C_{2}} かつ {\displaystyle T_{1}<T_{2}} のときは、すべての {\displaystyle \omega } で {\displaystyle G_{1}<G_{2}} となるので、この場合は考えない。{\displaystyle C,\ T} を定数とするとき、{\displaystyle G} を {\displaystyle \omega } の関数として表すことができ、2式の交点を {\displaystyle (\omega ^{*},\ G^{*})} とすると次の式が成立する。これを式2とする。
{\displaystyle {\begin{cases}G_{1}<G_{2}&{\text{if}}\ \omega <\omega ^{*}\\G_{1}=G_{2}=G^{*}&{\text{if}}\ \omega =\omega ^{*}\\G_{1}>G_{2}&{\text{if}}\ \omega >\omega ^{*}\end{cases}}}
したがって合理的経済人であれば、{\displaystyle \omega <\omega ^{*}} の時間価値を持つ人は普通列車を、{\displaystyle \omega >\omega ^{*}} の人は有料特急を利用する。ここで、式1と式2より {\displaystyle \omega ^{*}={\dfrac {C_{2}-C_{1}}{T_{1}-T_{2}}}} なので、これから普通列車、有料特急のいずれかを利用すればよいか計算できる。

## 具体例
長距離利用者の方が通勤通学利用者に比べて時間価値が高い傾向にあるが、平均的な時間価値は、およそ20 [¥/min] であるといわれている。ここでは {\displaystyle \omega \simeq 20} として計算する。

### 京都から姫路まで
例として、京都駅から姫路駅までJR (在来線) または新幹線で移動するとき、どちらを選択する傾向にあるかを考える。このときの運賃と所要時間は以下の通りである。
|          | JR（京都→姫路） | 新幹線（京都→姫路） |
| -------- | --------------- | ------------------- |
| 運賃     | 2310円          | 4840円              |
| 所要時間 | 90分            | 40分                |

{\displaystyle C_{1}<C_{2},\ T_{1}>T_{2}} なので、JRの運賃、所要時間を {\displaystyle C_{1}=2310,\ T_{1}=90}、新幹線は {\displaystyle C_{2}=4840,\ T_{2}=40} とできる。このとき {\displaystyle \omega ^{*}={\dfrac {C_{2}-C_{1}}{T_{1}-T_{2}}}\simeq 51>\omega } となるので、ほとんどの人は新幹線ではなくJRに乗車するといえる。

### 東京から博多まで
次に、東京駅から博多駅までJRまたは新幹線で移動するとき、どちらを選択する傾向にあるかを考える。このときの運賃と所要時間は以下の通りである。
|          | JR（東京→博多） | 新幹線（東京→博多） |
| -------- | --------------- | ------------------- |
| 運賃     | 14240円         | 22200円             |
| 所要時間 | 1100分          | 300分               |

JRの運賃、所要時間を {\displaystyle C_{1}=14240,\ T_{1}=1100}、新幹線は {\displaystyle C_{2}=22200,\ T_{2}=300} とできる。このとき {\displaystyle \omega ^{*}={\dfrac {C_{2}-C_{1}}{T_{1}-T_{2}}}\simeq 10<\omega } となるので、ほとんどの人はJRではなく新幹線に乗車するといえる。